# Atalaje

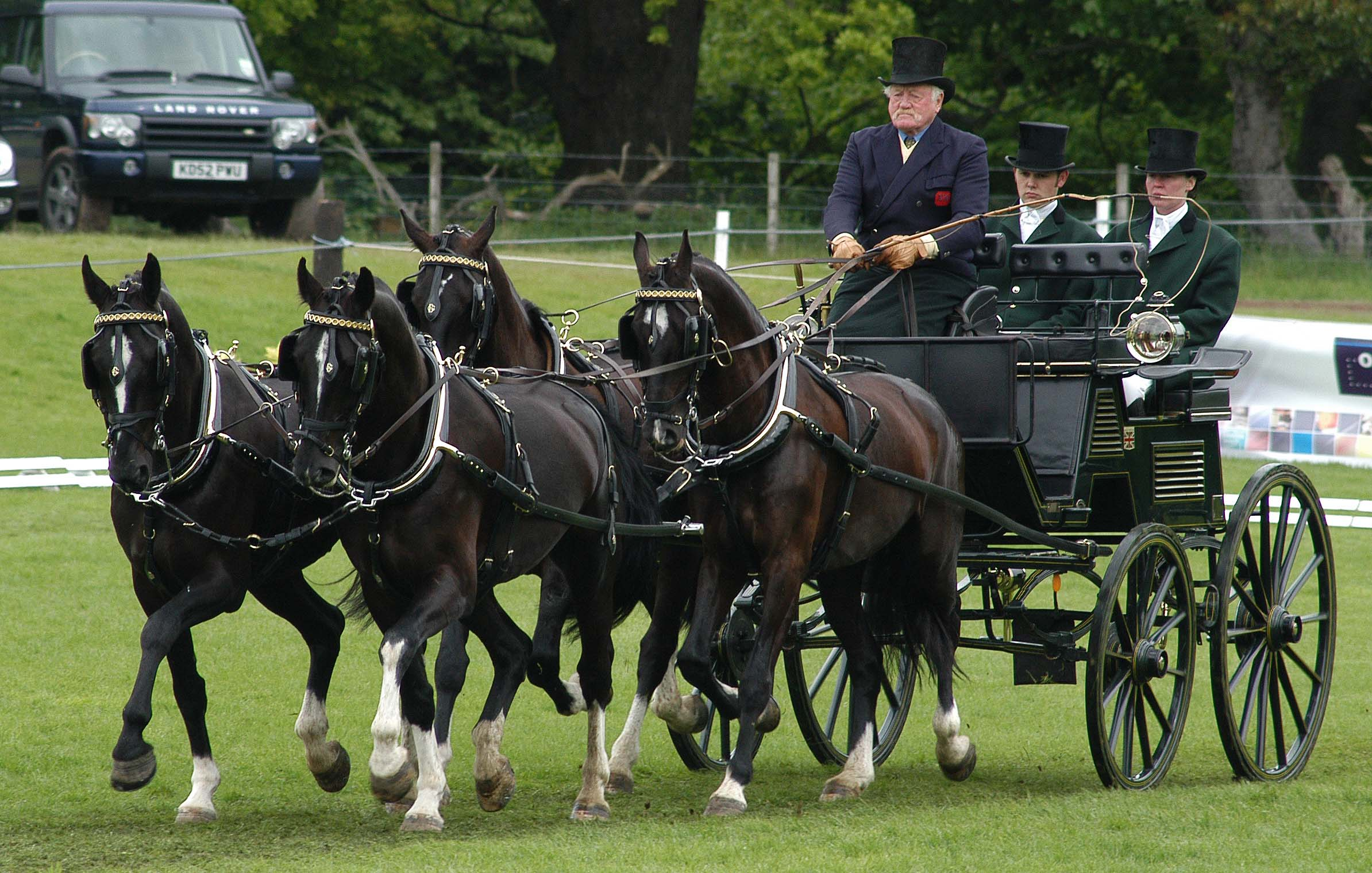
Atalaje de tronco de tiro de cuatro caballos guiado desde el pescante.

Atalaje o atelaje (del francés attelage ) es el conjunto de arreos o guarniciones que se ponen en el animal de tiro para que arrastre con comodidad los carruajes. Puede ser «de collerón» o de «pechera», según sea la zona del animal sobre el que se ejerce la tracción.
Cuando el carruaje es arrastrado por un único caballo, el atalaje, por el tipo de enganche, puede ser «de varas» o «de limonera», independientemente de las variantes del carro, carreta, carroza o vehículo con dos o cuatro ruedas.
Por extensión se denomina también atalaje al conjunto de las guarniciones del ganado de carga. Para esta clase de trabajo el elemento es el baste, que descansa sobre el lomo del animal, sujeto a él gracias a la presión de la cincha y sobre-cincha. Con el fin de que no se corra hacia adelante durante la marcha y especialmente en las bajadas, forma parte de este aparejo la tarria o sotacola, que es una ancha correa pendiente de la parte posterior del baste por medio de las caídas que están en contacto con la culata del animal, un poco por debajo de los quijotes; el pretal, que cuelga de la parte anterior del citado baste, pasando por delante del pecho, impide a su vez que aquel se corra hacia atrás en las subidas. Este atalaje se completa con el bridón, de serreta o filete según convenga, y los ganchos o francaletes (fijos al armazón del baste) necesarios para afianzar la carga que se transporta.

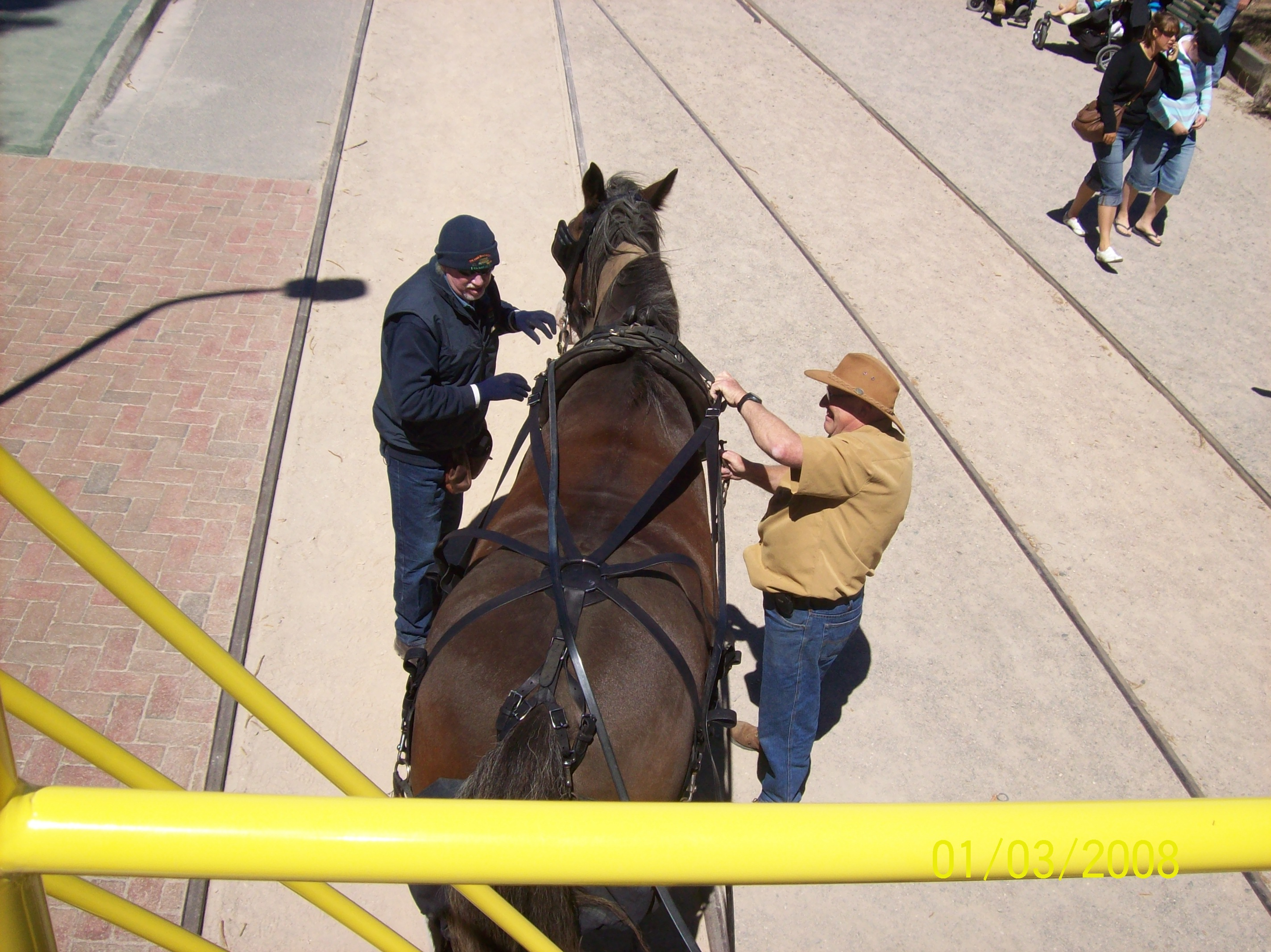
Caballo con atalaje que está siendo unido a un tranvía de Victor Harbor (Australia).

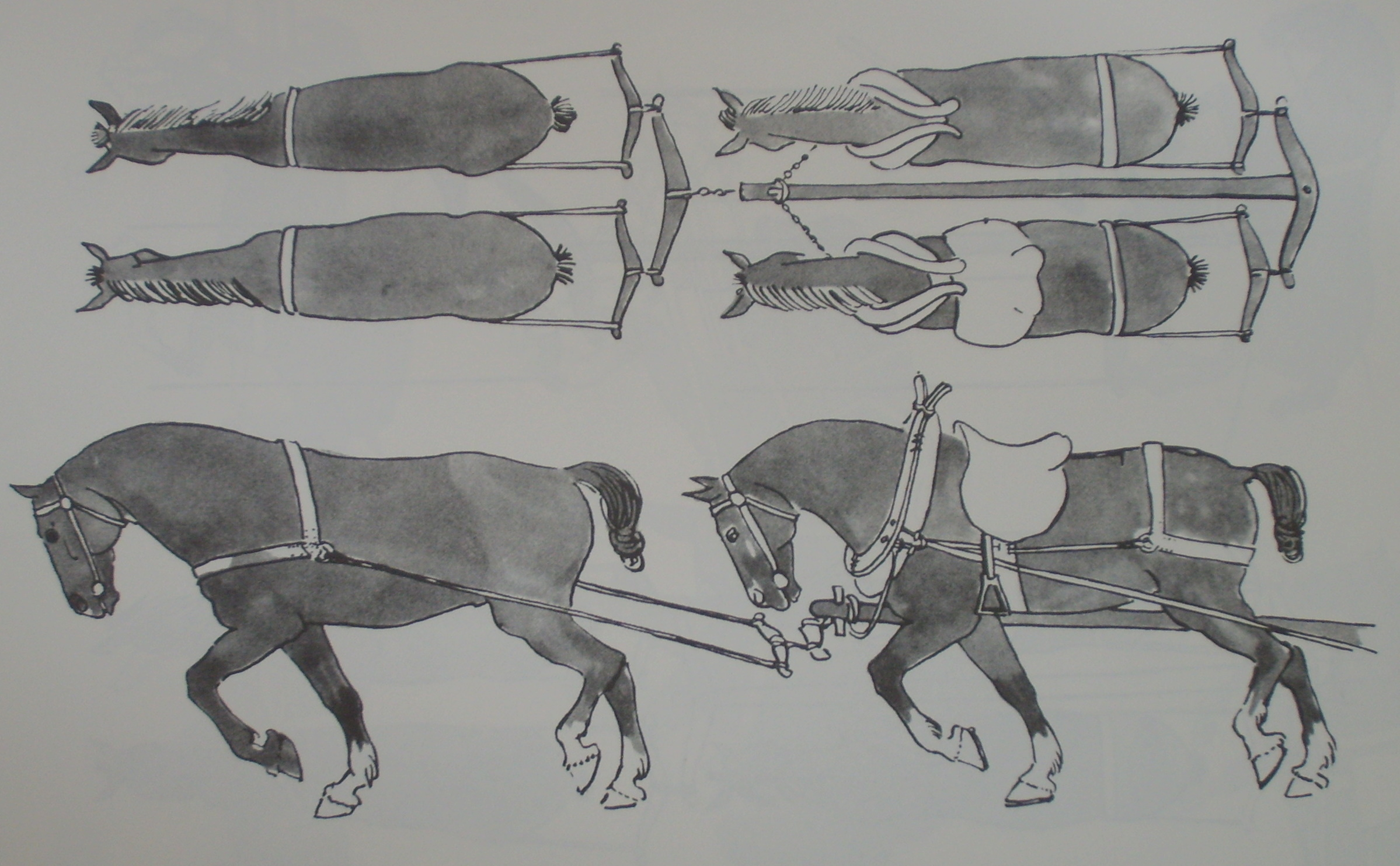
Atalaje medieval.

## Tipos

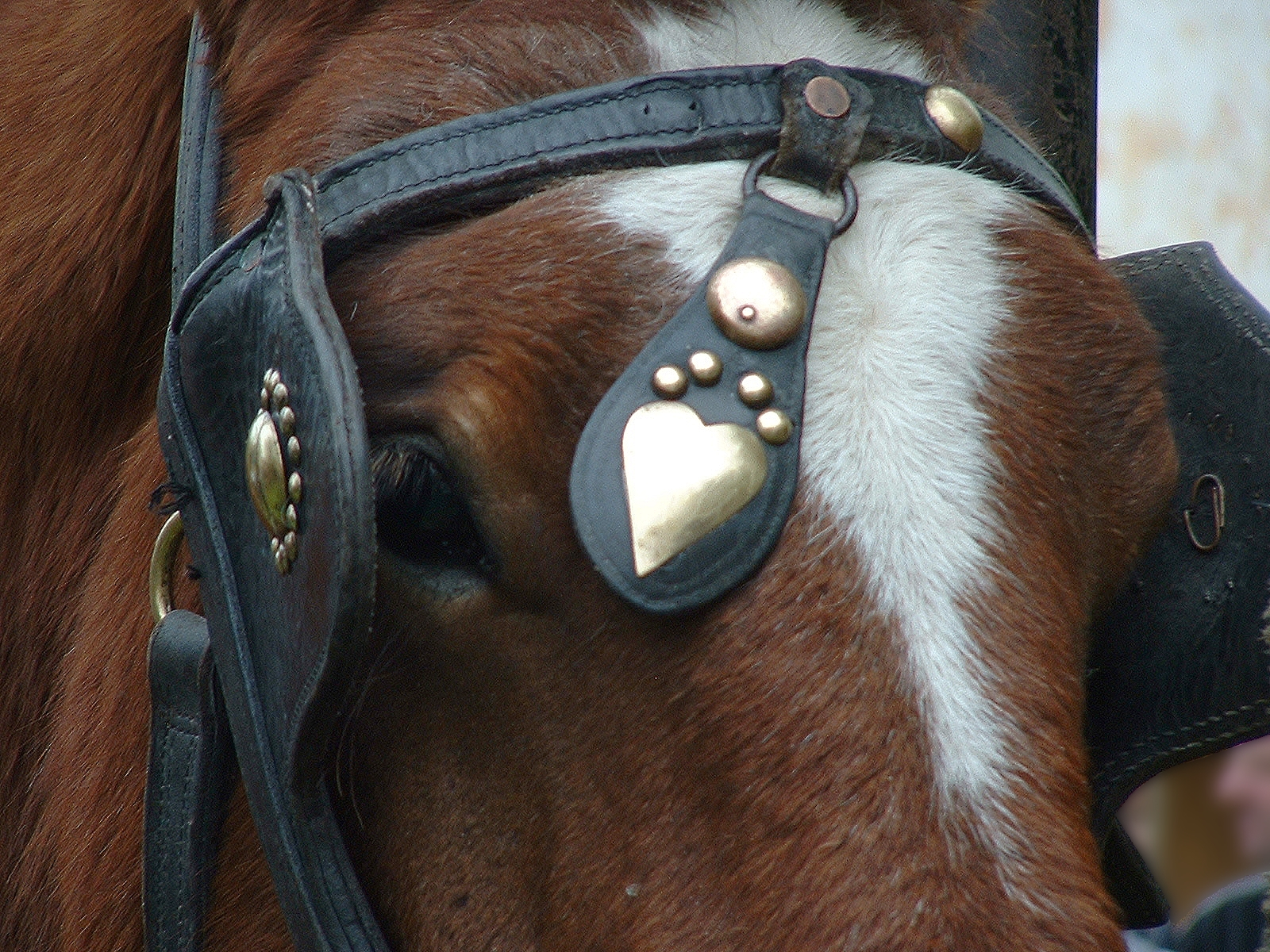
Caballo con anteojeras.

De troncocuando un vehículo es arrastrado por dos caballos aparejados.
De tándemsi los animales se enganchan uno detrás de otro.
Si el tirose compone de cuatro caballos o más, generalmente, se disponen por parejas, una en la lanza (tronco) y las demás delante de esta. La pareja delantera se denomina guías, y las intermedias entre esta y el tronco, cuartas; numerándose de este modo cuando son varias: primeras, segundas, etc. Se distingue el atalaje de todas ellas, llamado de guías, del que lleva la pareja de tronco; este, a su vez, varía, según que el carruaje sea de lanza suspendida o no.
Si las parejas se guían
Desde el pescanteenganche de cuatro caballos llamado four in hand
Desde el suelopara tiro pesado
A la Daumont y de la artillería montadamontadas por jinetes. Este atalaje puede ser de silla (montados), y de mano (aparejados con estos)
De varases el atalaje usual para tiro ligero y carruaje de cuatro ruedas. Se compone de:
1. de una brida, que sostiene el bocado, al que están unidas las riendas que sirven para dirigir el caballo.
2. de un collerón, sobre el que se ejerce el esfuerzo de tracción, que se transmite al vehículo por medio de los tirantes.
3. de una silla y los órganos accesorios, indispensables para sostener las varas y contener el carruaje en las paradas y pendientes. La brida es análoga a la de los caballos de silla, sin más diferencia que la de tener anteojeras.

## El collerón
Consta de tres partes principales:

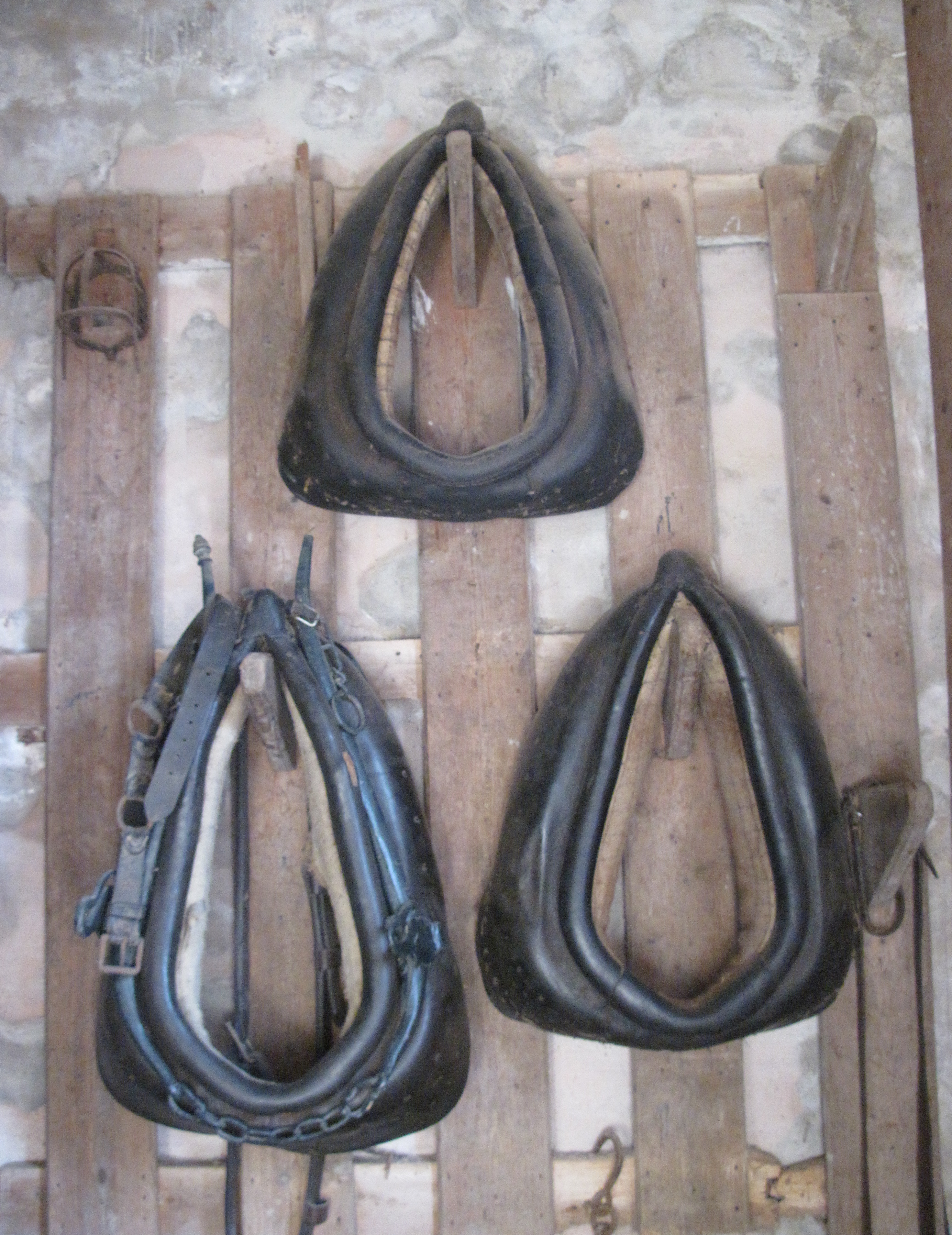
Collerones.

- cuerpo del collerón: formado por un armazón de paja, almohadillado con un grueso relleno de cerdas y forrado de piel de cabra.
- chorizo: parte anterior, más delgada, constituida por un armazón de paja forrado de cuero
- horcate: compuesto, generalmente de dos varillas metálicas encorvadas, que abrazan el collerón en la unión de las dos partes citadas. Le proporcionan la rigidez necesaria para soportar sin deformarse, el esfuerzo de tracción. El horcate se cierra por abajo con un latiguillo de cuero o con una cadena y un gancho.; lo cual permite ajustar el collerón al cuello del animal, y por arriba con un trancalete de cuero y su hebilla. Hacia su parte superior lleva unas anillas por donde pasan las riendas , y hacia la inferior dos orejetas para sujetar los ganchos de los tirantes.

El collerón va unido a la sobre-cincha por una media-gamarra para evitar su cabeceo.
De todas partes del atalaje, ninguna requiere tanta atención y vigilancia como el collerón. Si es pequeño sofoca al caballo, y si es grande dificulta el movimiento de los brazos del animal. Conviene que sea proporcional a la alzada y volumen del cuadrúpedo, la cual se conoce porque una vez puesto su extremo inferior queda algo por encima de los encuentros. Si su forma no le permite quedar bien ajustado, o es excesivamente duro, su roce sobre el pecho produce escoriaciones, que se convierten en verdaderas heridas en un trabajo prolongado. Por eso es indispensable que su mullido sea suficiente, y conviene que cada caballo tengo su collerón correspondiente; el cual, en un trabajo continuado, se habrá amoldado perfectamente a la configuración de su cuello y no le causará molestias, difíciles de evitar si el collerón se cambia.
Cuando se emplea el buey como animal de tiro, muy rara vez se hace uso del collerón, lo más común es uncirlo al yugo.

## La pechera

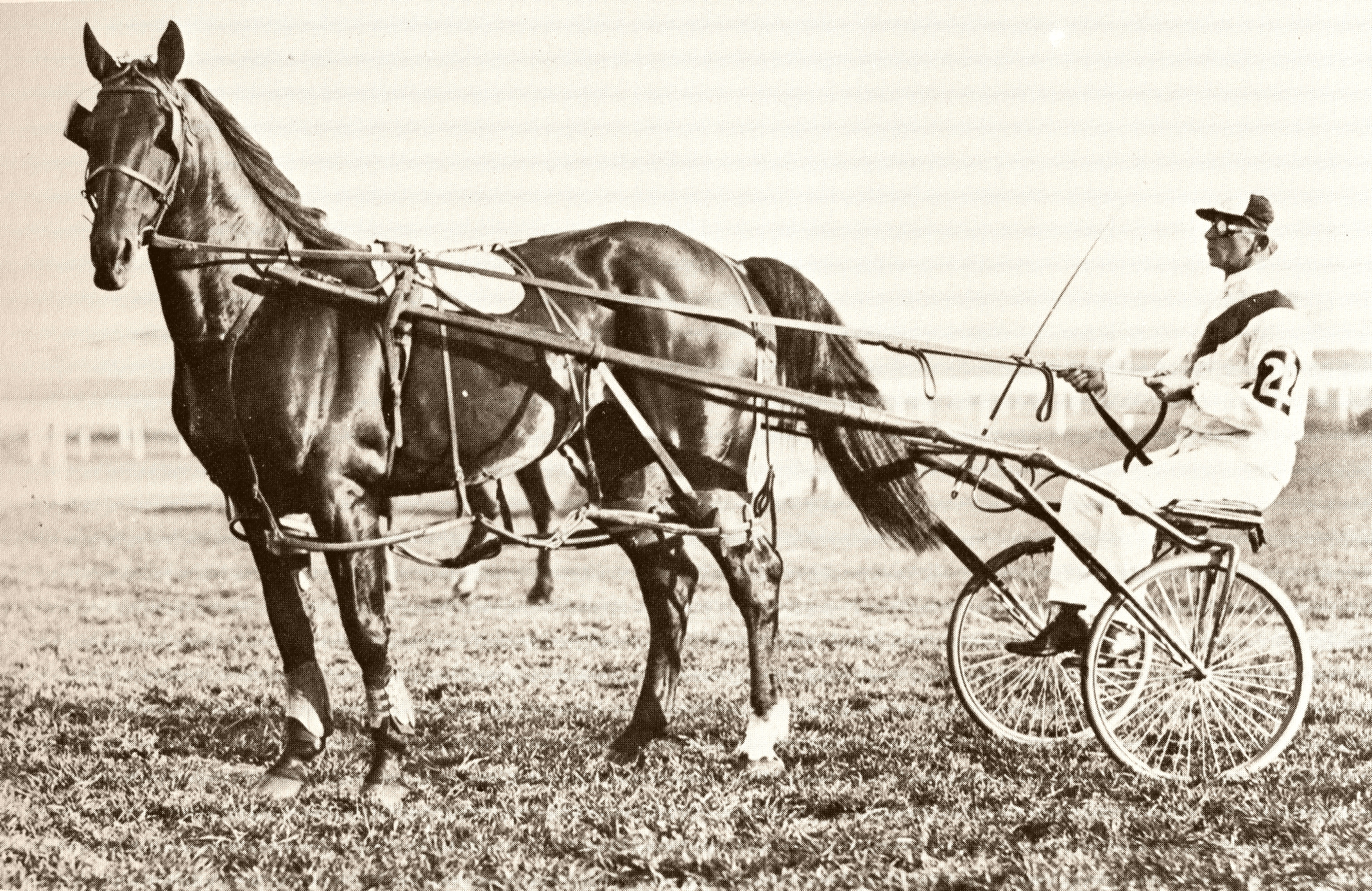
Atalaje para carrera de carros con tiro de un caballo. El carro es de dos ruedas.

A veces, sobre todo en los carruajes de dos ruedas, se reemplaza el collerón por la pechera, que no es más que una correa ancha que pasa por delante del pecho del caballo en prolongación de los tirantes y que cuelga delante de la cruz mediante una correa que se llama sobre-cuello. En esta van dos anillas para el paso de las riendas. La parte que toca el pecho del animal lleva una almohadilla de crin para hacer menos sensible su roce. Del inconveniente mencionado sobre el collerón, está libre la pechera, que se acomoda más fácilmente para distintos caballos. En cambio, con la pechera no puede desarrollar el caballo toda su fuerza de arrastre tan bien como con el collerón, lo cual hace a este más a propósito que esta, sobre todo para el tiro pesado.
La pechera también requiere especial cuidado, pues si se coloca alta dificulta la respiración, y si va baja dificulta el juego de las extremidades inferiores.
Si el atalaje de pechera no lleva retranca, la manera de contener el carruaje en las bajadas y en los altos es muy desfavorable, pues todo el peso del vehículo carga sobre el cuello del caballo.
Con el fin de amortiguar las violentas sacudidas que en el tiro sufre el caballo sobre los asientos del collerón o de la pechera, cuando se cambia bruscamente de velocidad, y al romper la marcha, se han ideado diversas disposiciones que ligan los tirantes al carruaje mediante dispositivos elásticos especiales.

## Los tirantes
Han de ser muy sólidos y resistentes. Para un tiro ligero se hacen de cuero grueso, con el extremo anterior terminado en un gancho, y el posterior en una lazada con hebilla, que sirve para regular su longitud.

## El sillín

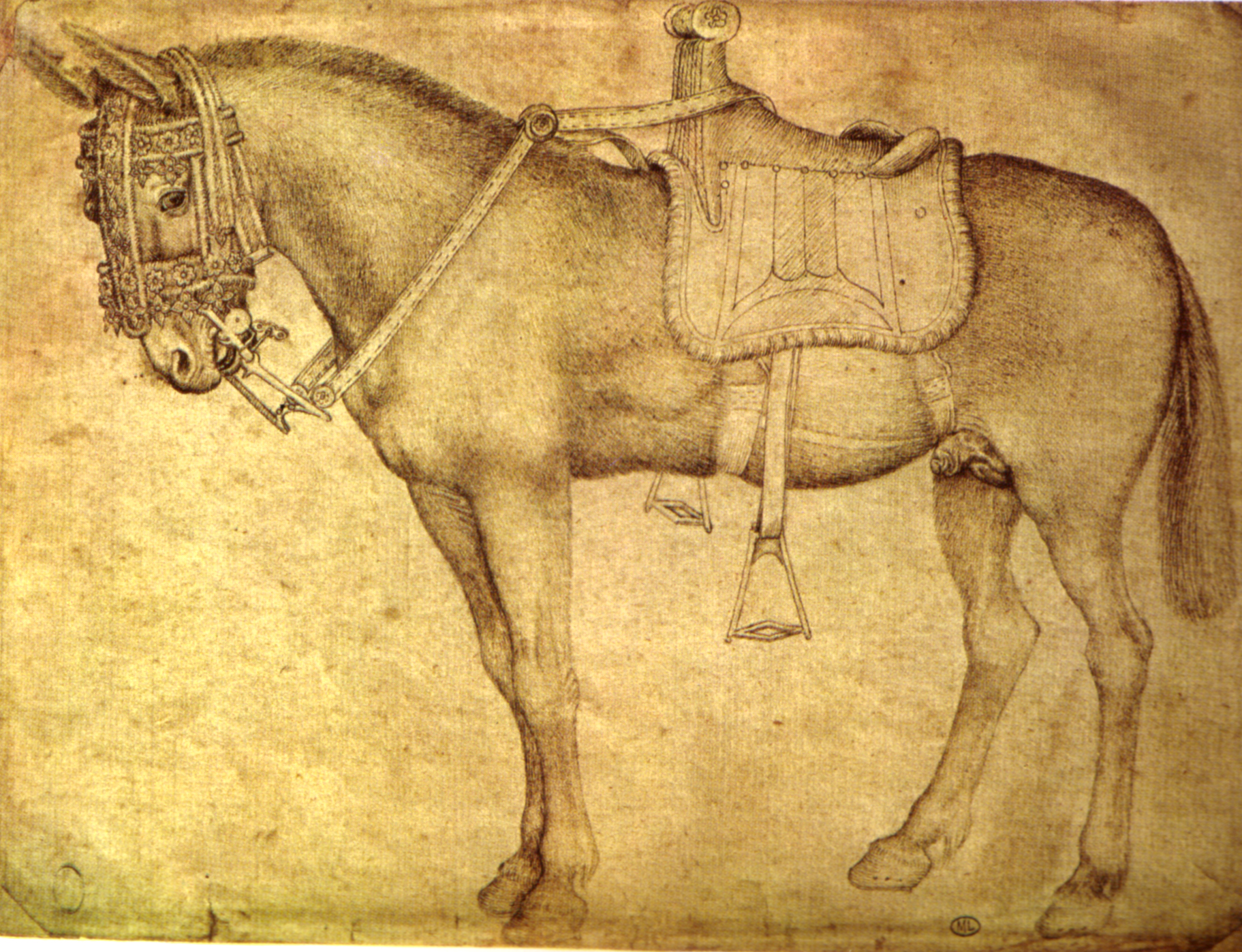

Descansa sobre el tercio medio del caballo, por detrás de la cruz. Se prolonga hacia abajo por medio de dos faldoncillos que terminan en puntas de correa que se hebillan, constituyendo una sobre-cincha.
Para impedir que el sillín se corra hacia delante el atalaje tiene una grupera que acaba en una baticola. De la grupera parten lateralmente dos caídas, que sostiene la retranca.
El cuerpo del sillín tiene dos anillas para el paso de las riendas, y a veces un gancho para afirmar el engallador.

## La retranca
Es un correa gruesa que pasa horizontalmente por debajo de los quijotes y sirve para contener el carruaje en las bajadas., a cuyo efecto termina en unos francaletes con hebilla que se sujetan a las varas.

## La lomera
Su misión es sostener las varas, para cuyo efecto se hebilla en los porta-varas.
Pasa por debajo del engallador y sale al exterior por unos ojales laterales, cubiertos en las guarniciones finas por una tapa. En los atalajes para vehículos de dos ruedas debe poderse correr por debajo del sillín, con el objeto de que las reacciones del caballo se comuniquen con menos intensidad al carruaje. Por el contrario, cuando es para vehículos de cuatro ruedas, es preferible que no lleve este juego para que el cochero no tenga que preocuparse en igualar la altura de las varas. En lo de dos ruedas la lomera es más larga que en estos, y da la vuelta completa al animal. Para ello tiene taladros que permiten fijar a diferentes alturas unos manguitos de cuero, por donde pasan las varas.
Cuando el atalaje ha de servir indistintamente para carruajes de dos y de cuatro ruedas, la lomera es móvil pero corta. Puede hebillarse, según los casos, en los porta-varas o en los manguitos, que entonces se prolongan hacia abajo por medio de una correa que va a terminar en la sobre-cincha.

## Los porta-varas
Son una especie de ganchos de metal, recubiertos de cuero, en los que descansan las varas, sujetándose allí mediante una correa, cuyo extremo se hebilla en la sobre-cincha.

## Atalaje de tronco de lujo
Se compone de:
1. brida: idéntica a la descrita

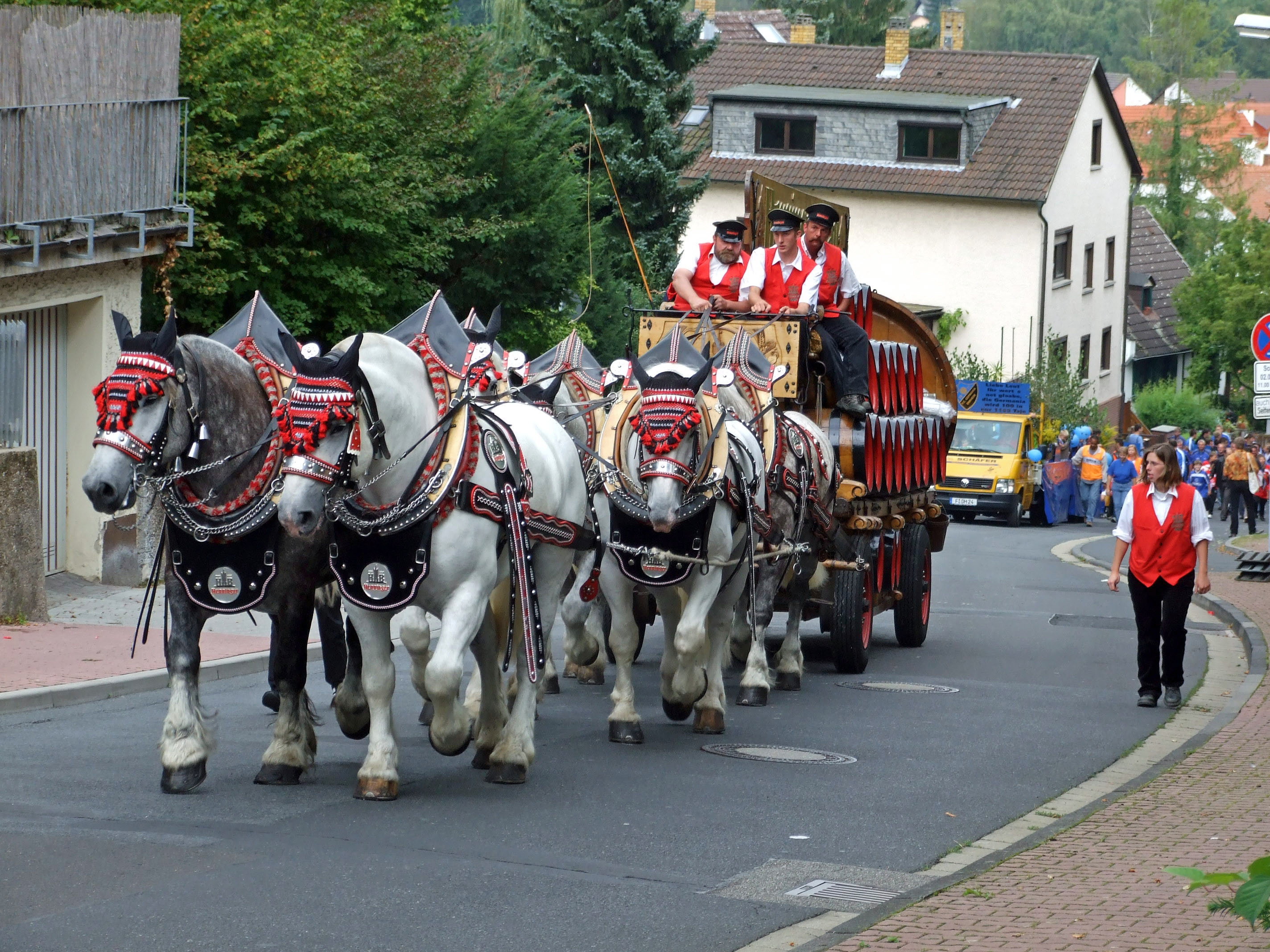

2. collerón: solo se diferencia del otro en que tiene una grapa de hierro pro delante para enganchar el cejadero, que se une por el oto lado a las anillas o grapas del extremo de la lanza.
3. tirantes: formados generalmente de dos partes. La anterior se engancha en el horcate y termina a la altura del sillín en un hebillón que tiene dos pasadores, por medio de los cuales se suspende de aquel con un francalete. y se sujeta a la sobre-cincha. A él se hebilla también la parte posterior, el tirante propiamente dicho, que se engancha por el otro extremo al carruaje. Algunas guarniciones muy ligeras tienen los tirantes de una sola pieza, en cuyo caso se suspenden del sillín pasando por una ancha baguilla que lleva este. Este sistema no conviene más a carruajes muy ligeros y provistos de freno; a causa de que todo el empuje del vehículo gravita en las bajadas sobre la parte alta del cuello del caballo.
4. sillín: más ligeros todavía que el del atalaje de varas. Su objeto es sostener los tirantes por cualquiera de los medios indicados.
5. retranca: antiguamente completaba este atalaje. Estaba sostenida pro una sobre-anca, pero acabó pro suprimirse en las guarniciones de lujo.. También es frecuente la supresión de las caídas.
6. riendas: compuestas cada una de tres partes. Se unen mediante hebillas para ajustarlas fácilmente. Cada rienda se bifurca en dos desiguales. Una exterior, directa, que pasando por las anillas exteriores del sillín y del collerón va a hebillarse en la cama del mismo lado del bocado. Otra interior, más larga (cruzada) que, después de pasar por las anillas interiores de las mismas partes del atalaje, va a hebillarse en la cama interior del bocado del otro caballo, gracias a cuya disposición se consigue que la acción ejecutada con la rienda se transmita simultáneamente a los dos caballos. Un atalaje de tronco con pechera no lleva engallador

## Atalaje para coche de camino
Las diferencias con respecto al de lujo, son:
1. brida: no tiene muserola. LLeva en cambio, colas de zorra y un collar de cascabeles.
2. pechera: sustituye al collerón. LLeva delante la grapa para el cejadero y acaba por cada lado en una anilla, donde se sujetan a la vez el francalete del sillín, el extremo de la correa de la retranca, el tirante y la barriguera.
3. sillín: es muy pequeño y carece de cincha.
4. tirantes: son de cuerda, ajustándose por medio de nudos a la longitud debida.

## Tiros de cuatro caballos

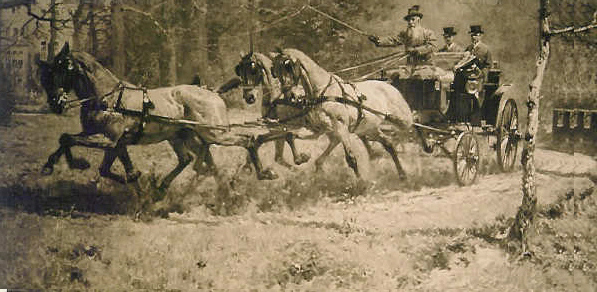
Atalaje de tiro de cuatro caballos.

En los tiros de cuatro caballos enganchados por parejas y guiados desde el pescante, los del tronco llevan el atalaje usual descrito, que puede ser de collerón de pechera. El de la pareja delantera ('líderes') se diferencia en que no tiene retranca ni cejadero, sus tirantes se enganchan en una bolea que cuelga del extremo de la lanza, y sus riendas pasan por unas anillas fijas a la testera de los caballos de tronco

## Atalaje de tándem
Comprende una guarnición de varas como las descritas y otra igual para el leader, cuyos tirantes son más largos, lo mismo que sus riendas que, como en le caso anterior, pasan por las anillas de testera del caballo de varas. A veces se engancha el leader al carruaje mediante una bolea, en cuyo caso no es necesario que sus tirantes sean tan largos.

## Atalaje para tiro pesado

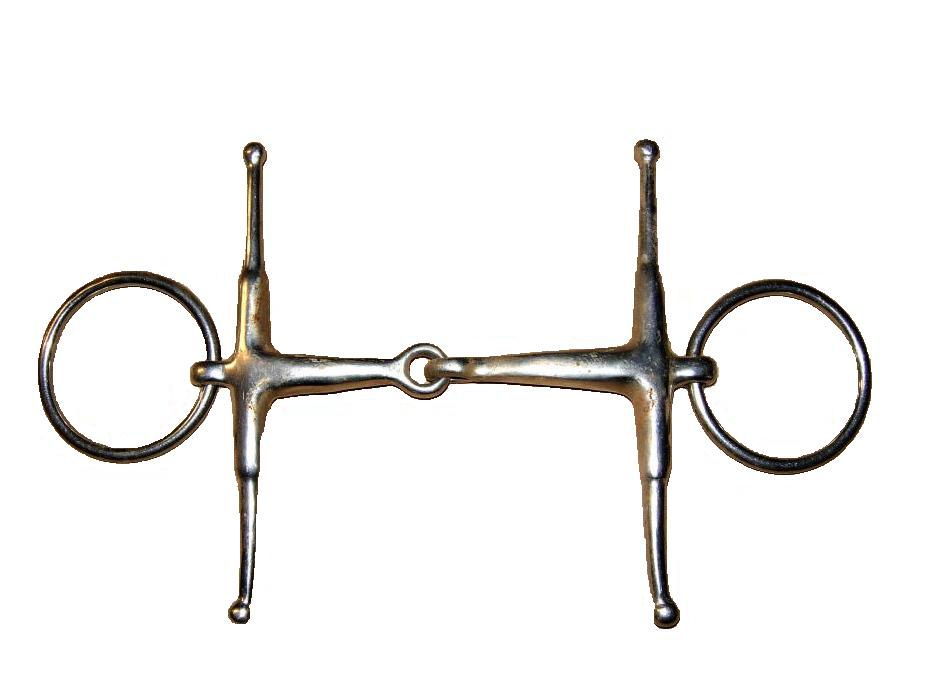
Bridón.

Aunque semejante en sus líneas generales a los de tiro ligero, el atalaje para tiro pesado ofrece bastantes particularidades que a simple vista los distinguen. El atalaje que en España se llama de «carro catalán» se compone de:
1. de una brida con serreta y riendas de cuero que se prolongan mediante una cuerda de longitud suficiente para poder guiar el vehículo desde su interior.
2. de un collerón con horcate de madera y tapa-cuello.
3. de un sillón con barriguera, sobre el que se coloca la sofra que sostiene el peso de las varas y del que parten las caídas que sostienen la retranca y la sobre-anca. Estas dos coreas se unen por sus extremos a una anilla de forma triángulo|triangular, de la que arrancan las cadenas que hacen el papel de cejaderos.

Cuando se engancha delante del caballo de varas otro un otros, el atalaje de estos comprende únicamente el bridón, sin riendas ni serreta, el collerón, tirantes de cuerda, lomera para sostenerlos y barriguera.

### Atalaje de tronco para tiro pesado y guiado desde el pescante
Las bridas son como las ordinarias, con bocado y riendas, pero pueden carecer de anteojeras. Del collerón parten los tirantes (unidos por una barriguera), el cejadero y las lomeras. Estas terminan en la sobre-anca, que sostiene con dos caídas la retranca. El cejadero, después de pasar por un timón unido a la lanza, termina en la anilla que liga los extremos de la retranca y la sobre-anca.

### Atalaje «a la española»
Para el arrastre de carruajes muy pesados, como por ejemplo, los de artillería de asedio, se hace uso en España de este atalaje.
Los caballos, cuyos conductores va a pie a en la inmediación de su pareja, llevan una cabezada con anteojeras y serreta, collerón «a la calesera», tirantes de cuerda con funda de cuero, y barriguera. Una madrina une los caballos que se enganchan en pareja. Las parejas de tronco tienen además lomeras, sobre-anca, retranca y cejaderos, que se unen a las calabacillas del extremo de la lanza.

### Atalaje de tronco en vehículos de cuatro ruedas
Está construido de manera que su juego delantero mantiene por sí mismo la lanza en una posición invariable, como sucede en los carruajes ordinarios. No ocurre lo mismo en la mayoría de carruajes militares (artillería de campaña, y ligera de asedio, carros aljibes, hornos, de administración militar, etc.) constituidos por dos semicarruajes de dos ruedas, cuyo órgano de enlace consiste únicamente en un perno pinzote que se introduce en el argollón del retrotrén (cf. armón). Por efecto de esta independencia entre el armón y el juego posterior, la lanza tiende a caer, y es necesario suspenderla para que no gravite su peso sobre el cuello de los caballos de tronco. Con este objeto en los carruajes ligeros de asedio, cada caballo de tronco lleva un sillopín sujeto con una cincha y en él una horquilla que sirve de apoyo al violín del que se suspende la lanza por medio del «correón de sostén», del mismo modo que se explica más adelante para la artillería de campaña.

## Atalaje «a la Daumont»
Consiste en el atalaje para tiros de caballos que son guiados por sus conductores montados («a la Daumont»). De manera somera, este tipo, que es el adoptado por la artillería de campaña, puede ser de tronco o de guías: en ambos la brida es como las ordinarias, con anteojeras, bocado y riendas.
El dispositivo sobre el que se ejerce la tracción es el collerón., que tiene dos ganchos para los tirantes, «mangotes capuchinos» y «monterilla» (tapa-cuellos). El esfuerzo ejercido sobre él se transmite al carruaje por medio de tirantes de cuerda (con vaina de cuero, barriguera, cadenas para el enganche y ganchos para sujetarlo a los balancines del armón, si la pareja es de tronco, o a las cadenas de los tirantes del tronco o de cuartas, si aquella es de cuarta o guías).

## Atalaje de tronco de silla

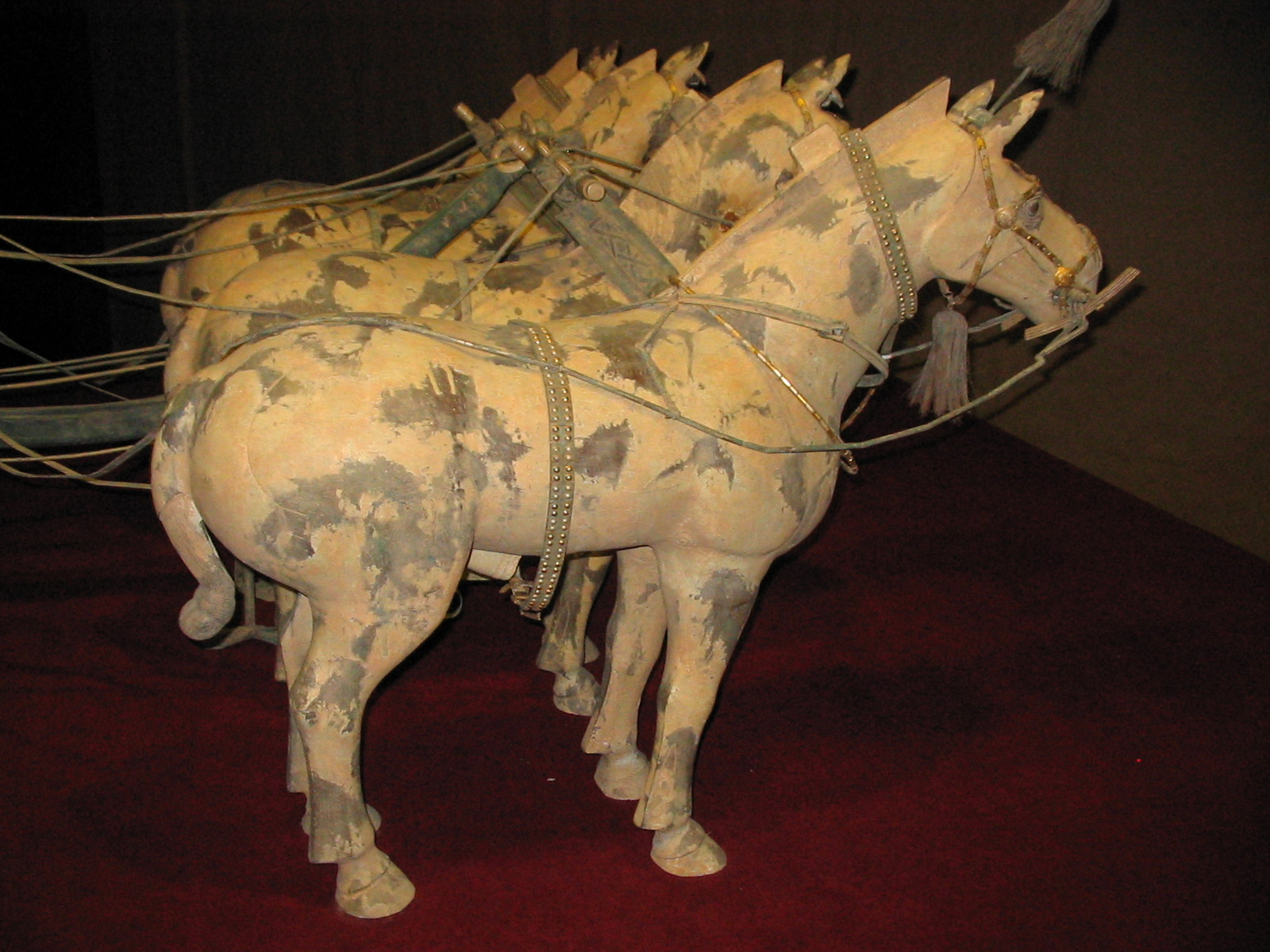
Caballos de terracota con atalajes de bronce del ejército de terracota de la tumba del emperador chino Qin Shi Huangdi.

El atalaje de tronco de silla lleva una montura completa, con estribos , cincha y sobrecincha, «correa dragona» que la une al collerón, gancho en el borrén delantero para servir de apoyo al violín, dos caídas para sostener los tirantes, y grupera con sus caídas para sostener la retranca.
Para contener el carruaje en las bajadas o detenerlo cuando convenga, sirve la retranca, en cuyos extremos se hebilla una larga y fuerte correa (el «cejadero largo»), que da la vuelta al animal por delante del pecho, pasando por los mangotes capuchinos que la sostienen, y por el «cejadero corto», que va unido a las calabacillas de la lanza. Así, pues, el esfuerzo para contener el carruaje se ejerce sobre la retranca y se comunica mediante los cejaderos a la punta de la lanza. La lanza va suspendida del violín, que es una fuerte vara de álamo negro, chapeada de hierro, que se introduce por los ganchos del mismo nombre de las sillas del tronco; dos puentes cerca de sus extremos, unidos por correas a otros dos situados hacia el centro del violín, permiten a este cierto juego lateral, impidiéndole salirse de sus apoyos.
El correón de sostén es una ancha y gruesa correa, cuyas puntas se hebillan formando una especie de 8; por el hueco superior para el violín y por el inferior la lanza, que de este modo queda suspendido de aquel, cargando su peso sobre el lomo de la pareja de tronco.
Las guarniciones del caballo mano no se diferencian de las de silla más que en la falta de estribos.

## Atalaje de cuartas y guías
Es semejante al de tronco, pero más ligero por carecer de violín, cejaderos y retranca.
La grupera termina en una baticola. Ordinariamente se suprime la montura del caballo de mano, que no habiendo de sostener el violín, no tiene objeto, sustituyéndola por una lomera, de la que parten las caídas que sostienen los tirantes.

## Atalaje para mula
Cuando se emplea para el tiro la mula en vez del caballo, el atalaje es el mismo descrito en al sección de arriba, variando solamente la brida, que ofrece en su forma ligeras diferencias con respecto a la de caballo. La más importante es el cambio de bocado en la mula de mano, por la serreta. Además, el animal se guía con una sola rienda, que termina en una lazada, por la que pasa el conductor la muñeca.